# فرئامونده
فرئامونده در کشور پرتغال است.

## ورزش
اولین ورزش در فرئامونده فوتبال است.